# TNA Reaction
TNA Reaction (estilizado como "TNA ReACTION") era um programa de televisão de wrestling profissional baseado em um documentário, produzido pela Total Nonstop Action Wrestling que transmitido nos Estados Unidos e no Canadá na Spike. O programa teve dois episódios piloto e mais 20 episódios através final de 2010, e foi exibido seu último episódio em 30 de dezembro de 2010.

## História
TNA Reaction teve o episódio piloto transmitido em uma noite de segunda-feira em 12 de abril de 2010. Em 3 de maio de 2010, a TNA anunciou que a Spike tinha comprado os direitos de transmissão do show e que o programa iria começar a ser exibido toda quinta-feira, antes da edição semanal do Impact!, a partir de 24 de junho. A data de estréia foi adiada para 15 de julho, quando iria começar a ser exibido após o Impact! em vez de antes. No entanto, no final de junho o Reaction foi retirado do cronograma da Spike. Em 3 de agosto de 2010, a TNA anunciou que o Reaction iria estrear em 12 de agosto e ar todas as quintas-feira, após o Impact!. Depois de um cronograma inicial de 10 episódios, foi anunciado que a Spike comprou o direito de transmissão de mais episódios. Em 27 de dezembro de 2010, foi confirmado que a Spike tinha cancelado o show e seu episódio final seria transmitido em 30 de dezembro de 2010.

## Formato
O show foi composto em grande parte de segmentos que imitam um documentário "cinéma-vérité", pegando de surpresa nos bastidores lutadores que se preparam para suas lutas, ou expressar suas emoções imediatamente após suas lutas. Alguns foram no local das entrevistas sobre os acontecimentos atuais dentro das storylines da empresa. A maior parte do alto volume intenso, típico de entrevistas de wrestling foi removido com este formato, dando-lhe um sentimento de sinceridade e espontaneidade. Após o episódio piloto, este estilo de segmento em grande parte foi substituído por uma entrevista típica (com um entrevistador e um cenário).
Outros segmentos incluiam o Impact Player of the Week, que era uma entrevista com o lutador e mostrava histórias de sua vida, semelhante aos segmentos do WWE Confidential.
O show começou com uma seleção de melhores momentos do Impact! da semana, com comentários de Mike Tenay e Taz. Nos últimos três meses de existência do programa, os principais eventos continuaram com maior destaque dentro do programa, efetivamente dando ao Impact! uma terceira hora de transmissão.
Em 18 de novembro de 2010, durante um episódio do Reaction, uma "luta não-oficial" na Empty Arena vazia foi transmitida, realizada entre os segmentos Generation Me e The Motor City Machine Guns. Foi filmado de forma semelhante aos outros segmentos do Reaction, com poucos comentários.